# Фрэнки-шоу

Логотип программы

«Фрэ́нки-шоу» — радиопередача в форме биографической викторины, выходившая в радиоэфире радиостанции «Серебряный дождь» с 18 февраля 2004 года по 30 января 2011 года.
Передача выходила под девизом «Закрой глаза и смотри!». По легенде, сумасшедший Фрэнки, находящийся в психиатрической больнице («Прямая трансляция из сумасшедшего дома...»), каждый раз просыпается в роли какого-либо реального или вымышленного (литературного, кино-, мультипликационного, фольклорного) персонажа. На протяжении программы Фрэнки рассказывает об этом персонаже, а также о явлениях, связанных с ним, а слушатели должны угадать, чью роль он исполняет. Голосом Фрэнки был российский актёр Вадим Демчог. Наиболее часто в программе шла речь об исторических лицах, о героях каких-либо произведений — реже. Имена персонажей озвучивались в конце передачи, тогда же оглашались имена победителей.

## Окончание проекта и дальнейшее развитие идеи
Программа стала вероятным прототипом популярного анимационного интернет-проекта «Мистер Фримен», главного персонажа в которой также озвучивал именно Вадим Демчог. Многие эпизоды из передачи были перенесены в мультсериал — например, текст концовки выпуска «Фрэнки-шоу. Чиччолина» почти полностью идентичен эпизоду «Part 03. Продамся дорого».
Передача «Френки-шоу» прекратила существование 30 января 2011 года. В последнем выпуске Фрэнки сыграл уход из жизни самого себя.
13 сентября 2011 года Фрэнки-шоу возродилось в новом формате — «Трансляция Оттуда». Великого Сумасшедшего теперь зовут «The Voice» («Голос»), его голос вещает в сети с того света — «Оттуда». Вместе с Голосом транслируются «видения». Добавлено шумовое оформление, по колориту приближающее саундтрек к радиоспектаклю. Таким образом, новый формат шоу «Трансляция Оттуда» представляет собой аудиовизуальное произведение, по эстетике являющее собой интернет-театр нового поколения. Зрителям предлагается самим стать участниками шоу, создав из записи Голоса свою версию жизни, подложив свою музыку, фото и шумы, и прислать её на конкурс.
Также с 15 октября 2011 года по 11 февраля 2012 года на телеканале «Культура» выходила передача «Величайшее шоу на Земле», в которой мистер Никто перевоплощался в реальных персонажей различных эпох. Всего вышло 13 выпусков, почти все они были посвящены людям, чьи роли были сыграны во Фрэнки-шоу.
В сентябре 2012 года шоу великого сумасшедшего под руководством Вадима Демчога переродилось в спектакле «Арлекиниада». Сюжет спектакля основан на текстах из Фрэнки-шоу и «Трансляции Оттуда», а также книге Дэниела Киза «Множественные умы Билли Миллигана». На спектакле зритель присутствует на сеансе психотерапии молодого человека. Такого, каким большинство из молодых людей себя ещё не осознаёт, — но, возможно, предвосхищает.  «Арлекиниада» состоит из калейдоскопа мини-спектаклей (более 20), подаваемых зрителю в форме монологов двенадцати Арлекинов, перевоплощаемых в разных персонажей, населяющих ум и сердце современного человека. Они вступают в конфликт: как между собой, так и с ещё одним героем — Психотерапевтом, чья цель — помочь страдающему расслоением личности пациенту. И неизвестно: удастся ли? Что за диагноз у современного молодого человека? И есть ли смысл в лечении?
Среди персонажей, появляющихся на сцене, встречаются:
- Степан Разин,
- Леонардо да Винчи,
- Мэрилин Монро,
- Фрида Кало,
- Януш Корчак,
- Мальчиш-Кибальчиш
- и другие.

Психотерапевта играет Вадим Демчог и, несмотря на то, что на сцене Вадим не появляется, его голос соединяет Зрителей и Актёров в ярком захватывающем действии. Роли Арлекинов играют: Анна Зарянкина, Андрей Ланд, Александра Грин, Маргарита Быстрякова, Никита Грибанов, Сергей Друзьяк, Сами Какиашвили, Юлия Лазерсон, Юрий Шибанов, Макс Митяшин, Ди Логвинов и Юлия Железняк.
Кроме того, идеи «Фрэнки-шоу» были возрождены Демчогом в спектакле «Закрой глаза и смотри», который идёт, как правило, в большом зале Центрального Дома литераторов. В отличие от «Арлекиниады», у этого спектакля нет единой связующей сюжетной линии. Спектакль состоит из 10 не связанных друг с другом монологов, которые читают сам В. Демчог и артисты его театра под аккомпанемент единственного музыканта. При этом большое количество уже написанных текстов позволяет варьировать программу спектакля в очень широких пределах, что делает каждое исполнение этого спектакля непохожим на другие. Кроме того, большое количество текстов позволяет компоновать своего рода «тематические» спектакли.

## Авторы сценариев для Фрэнки-шоу
- Юлия Елохина:
  - Нео (Киану Ривз),
  - Бьёрк,
  - Эминем,
  - Джордж Майкл,
  - Марина Цветаева,
  - Адриано Челентано.
- Анастасия Мироненко:
  - Влад Цепеш-III (граф Дракула),
  - Курт Кобейн.
- Дарья и Макс Рудановы:
  - Ричард Дадд,
  - Эдгар Аллан По,
  - Бонни и Клайд.
- Виталий Янковский и Ирина:
  - Леонардо да Винчи,
  - Уолт Дисней.
- Владимир Прокофьев:
  - Секс-Пистолз,
  - Марк Болан и Ти Рэкс,
  - The Who.
- Кирилл и Анна Мироновы:
  - Джузеппе Бальзамо (граф Калиостро).
- Кирилл Миронов (Кагор Горыныч):
  - Энола Гей (самолёт, сбросивший бомбу на Хиросиму).
- Френк Но.
  - Эрнест Хемингуэй,
  - Антуан де Сент Экзюпери,
  - Курт Воннегут.
- Татьяна Орлова:
  - Дюймовочка,
  - Энди Кауфман,
  - Форест Гамп,
  - Пабло Пикассо,
  - Фрида Калло,
  - Бербенк Трумен (по фильму Шоу Трумена),
  - Том Рипли (по книге «Талантливый мистр Рипли»).
- Антон Гавришев:
  - (в работе).
- Никита Локтев:
  - Брюс Ли.
- Анна Ванюшкина:
  - Лев Ландау.
- Фёдор Степанов:
  - Александр Вертинский.
- Григорий Распутин:
  - Риччи Блекмор,
  - Эйс Фрейли
  - Элис Купер.
- Александр (Инкогнито):
  - Оноре де Бальзак.
- Павел Кашин:
  - Наполеон Бонапарт,
  - Герман Гессе,
  - Никола Тесла,
  - Юкио Мисима.
- Мэлвилл:
  - Экклезиаст,
  - Питер Брейгель Старший,
  - Иов Многострадальный.
- Борис Велехов:
  - Снегурочка,
  - Януш Корчак.
- Вячеслав Черяпкин:
  - Михаил Врубель,
  - Алиса в стране чудес.
- Светлана Соколова:
  - Федор Достоевский.
- Алекс Лесли:
  - Бог Дионис.
- Андрей Гаданов:
  - Доктор Фауст,
  - Джонни Депп
  - Жан-Батист Гренуй (по роману П.Зюскинда «Парфюмер»)
- Алексей Казачков:
  - Тупак Амару Шакур.
- Владимир Цукор:
  - Стивен Хокинг.
- Сергей Вендин:
  - Тайлер Дёрден (по книге Ч.Паланика «Бойцовский клуб»).
- Роман Трахтенберг:
  - Франсуа Рабле.
- Владислав Лебедько:
  - Джокер,
  - Иоанн Богослов.
- Павел Мунтян:
  - Владимир Маяковский,
  - Иди Амин,
  - Александр Башлачёв,
  - Белый Бим Чёрное ухо,
  - Парацельс,
  - Михаил Щербаков.
- Ольга Арефьева:
  - Трикстер.